# Punnett's Town
Punnett's Town är en by i East Sussex i England. Byn är belägen 23,1 km 
från Lewes. Orten har 580 invånare (2015).